# اورلین استانویتچف
 اورلین استانویتچف (انگلیسی: Orlin Stanoytchev؛ زادهٔ ۲۴ سپتامبر ۱۹۷۱) یک تنیس‌باز اهل بلغارستان است.